# Scott Disick

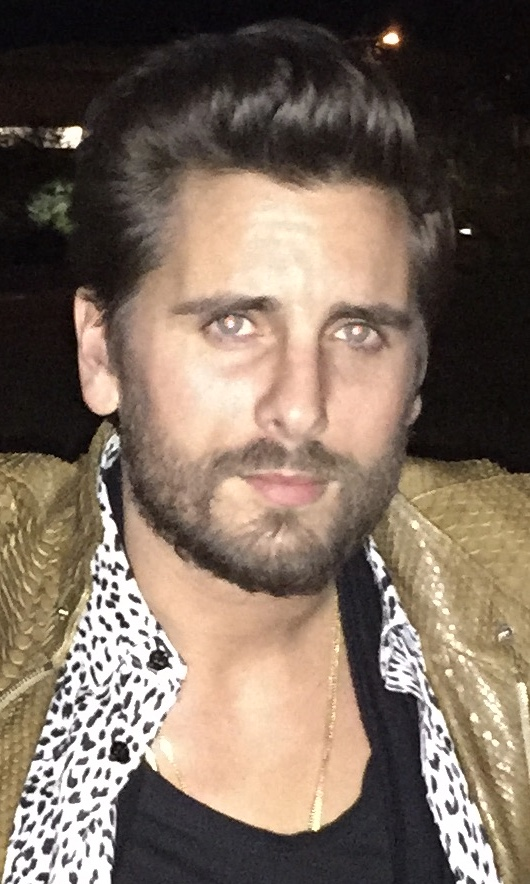
Scott Disick (2015)

Scott Michael Disick (* 26. Mai 1983 in Eastport, New York) ist ein US-amerikanischer Reality-TV-Teilnehmer und Unternehmer. Bekannt wurde er durch die Fernsehserie Keeping Up with the Kardashians und durch seine Beziehung mit Kourtney Kardashian.

## Leben
Disick ist das Kind von Bonnie und Jeffrey Disick. Er wuchs in New York auf, wo er auf die Rodeph Sholom School ging. Er kommt aus einer reichen Familie und ist ein Einzelkind.
Scott Disick und Kourtney Kardashian führten von Anfang 2007 bis 2015 eine Beziehung mit periodischen Zyklen von Trennungen und Versöhnungen, aus der drei Kinder hervorgingen: Mason Disick wurde im Dezember 2009 geboren, Penelope Disick im Juli 2012 und Reign Disick im Dezember 2014.
Die Beziehung zu Kourtney Kardashian scheiterte unter anderem auf Grund von Scotts Alkoholproblemen und den daraus resultierenden Umständen.
Von 2017 bis 2020 war Scott mit Sofia Richie, einer Tochter von Lionel Richie, liiert.
Disick war außerdem Partner von Ryu, einem New Yorker Restaurant, welches am 23. April 2012 eröffnet wurde. Das Restaurant wurde nach nur 191 Tagen geschlossen.
2019 startete Scott seine eigene Reality-Show Flip it like Disick auf E! Entertainment. In dieser Sendung kaufen Scott und seine Geschäftspartner Häuser, renovieren und modernisieren diese, um sie anschließend gewinnbringend zu verkaufen.
Ebenfalls 2019 kam sein Modelabel Talentless auf den Markt. Als Anspielung auf die Aussagen vieler Leute: „die ganzen Kardashians und alle die dazugehörigen haben doch eh kein Talent“ – also talentlos.